# Sedum luchuanicum
Sedum luchuanicum är en fetbladsväxtart som beskrevs av Kun Tsun Fu. Sedum luchuanicum ingår i Fetknoppssläktet som ingår i familjen fetbladsväxter. Inga underarter finns listade i Catalogue of Life.